# Schefflera macrostachya
Schefflera macrostachya är en araliaväxtart som först beskrevs av George Bentham, och fick sitt nu gällande namn av Hermann August Theodor Harms. Schefflera macrostachya ingår i släktet Schefflera och familjen araliaväxter. Inga underarter finns listade.